# Sainte-Hélène (Vosges)
Sainte-Hélène és un municipi francès, situat al departament dels Vosges i a la regió del Gran Est. L'any 2007 tenia 458 habitants.

## Demografia

### Població
El 2007 la població de fet de Sainte-Hélène era de 458 persones. Hi havia 184 famílies, de les quals 48 eren unipersonals (16 homes vivint sols i 32 dones vivint soles), 68 parelles sense fills, 64 parelles amb fills i 4 famílies monoparentals amb fills.
La població ha evolucionat segons el següent gràfic:
Habitants censats

### Habitatges
El 2007 hi havia 209 habitatges, 185 eren l'habitatge principal de la família, 18 eren segones residències i 6 estaven desocupats. 191 eren cases i 17 eren apartaments. Dels 185 habitatges principals, 150 estaven ocupats pels seus propietaris, 32 estaven llogats i ocupats pels llogaters i 3 estaven cedits a títol gratuït; 1 tenia una cambra, 3 en tenien dues, 19 en tenien tres, 49 en tenien quatre i 114 en tenien cinc o més. 162 habitatges disposaven pel capbaix d'una plaça de pàrquing. A 67 habitatges hi havia un automòbil i a 93 n'hi havia dos o més.

### Piràmide de població
La piràmide de població per edats i sexe el 2009 era:
| Homes | Edats   | Dones |
| ----- | ------- | ----- |
| 0     | 95 o +  | 0     |
| 0     | 90 a 94 | 0     |
| 0     | 85 a 89 | 12    |
| 8     | 80 a 84 | 8     |
| 12    | 75 a 79 | 8     |
| 8     | 70 a 74 | 20    |
| 8     | 65 a 69 | 20    |
| 12    | 60 a 64 | 8     |
| 0     | 55 a 59 | 0     |
| 12    | 50 a 54 | 8     |
| 12    | 45 a 49 | 20    |
| 16    | 40 a 44 | 16    |
| 12    | 35 a 39 | 20    |
| 24    | 30 a 34 | 4     |
| 20    | 25 a 29 | 16    |
| 4     | 20 a 24 | 8     |
| 24    | 15 a 19 | 4     |
| 12    | 10 a 14 | 8     |
| 12    | 5 a 9   | 12    |
| 8     | 0 a 4   | 8     |

## Economia
El 2007 la població en edat de treballar era de 283 persones, 205 eren actives i 78 eren inactives. De les 205 persones actives 183 estaven ocupades (107 homes i 76 dones) i 23 estaven aturades (10 homes i 13 dones). De les 78 persones inactives 28 estaven jubilades, 20 estaven estudiant i 30 estaven classificades com a «altres inactius».

### Ingressos
El 2009 a Sainte-Hélène hi havia 190 unitats fiscals que integraven 490 persones, la mediana anual d'ingressos fiscals per persona era de 14.987 €.

### Activitats econòmiques
Dels 10 establiments que hi havia el 2007, 3 eren d'empreses de construcció, 2 d'empreses de comerç i reparació d'automòbils, 1 d'una empresa de serveis i 4 d'empreses classificades com a «altres activitats de serveis».
Dels 3 establiments de servei als particulars que hi havia el 2009, 1 era un paleta i 2 electricistes.
L'any 2000 a Sainte-Hélène hi havia 5 explotacions agrícoles.

## Equipaments sanitaris i escolars
El 2009 hi havia una escola elemental integrada dins d'un grup escolar amb les comunes properes formant una escola dispersa.

## Poblacions més properes
El següent diagrama mostra les poblacions més properes.